# Арысский район
Арысский район (каз. Арыс ауданы) — единица административного деления Сырдарьинского округа и Южно-Казахстанской области Казахской ССР (до 1936 — Казакской АССР, с 1991 — Республики Казахстан), существовавшая в 1928—1963 и 1988—2008 годах.

## История
Арысский район был образован 17 января 1928 года в составе Сыр-Дарьинского округа Казакской АССР на территории бывшей Арысской волости Чимкентского уезда Сырдарьинской губернии. Центром района стало село Ишан-Базар.
17 января 1930 года центр района был перенесён из Ишан-Базара в Арысь. В том же году в связи с ликвидацией округов район перешёл в прямое подчинение Казакской АССР.
10 марта 1932 года район был отнесён к новой Южно-Казахстанской области. 11 марта того же года центр района — Арысь — получила статус рабочего посёлка.
8 сентября 1943 года центр района был перенесён в село Темирлановка, но 3 апреля 1952 года возвращён в посёлок Арысь (в июле 1956 Арысь стала городом). В 1954—1956 годах центр района вновь переносился в Темирлановку.
По данным 1951 года район включал 13 сельсоветов: Ак-Булакский, Бадамский, Буралдайский, Буржарский, Джалгаз-Агачский, Караспапский, Кировский, Культуганский, Монтайташский, Найманский, Тахыркульский, Темирлановский и Чубаровский.
2 января 1963 года Арысский район был упразднён, а его территория разделена между Кзылкумским и Туркестанским районами.
25 июля 1988 года Арысский район был восстановлен путём переименования Бугунского района (существовал с 1964 года).
В 2008 году Арысский район был упразднён, а его территория передана в подчинение городу Арыс.

## Население
| 1939   | 1959   | 1970   | 1979   | 1989   |
| ------ | ------ | ------ | ------ | ------ |
| 55 695 | 64 751 | 79 195 | 97 138 | 81 558 |

По данным переписи 1939 года, национальный состав Арысского района был таким: казахи — 65,5 %, русские — 22,8 %, украинцы — 5,6 %, татары — 1,5 %